# Давлетшин, Губай Давлеткиреевич
Губай (Губайдулла) Киреевич Давлетшин (др. варианты написания отчества —  Ахметкиреевич; баш. Ғөбәй (Ғөбәйҙулла) Кирәй улы Дәүләтшин; 1893—1938) — башкирский писатель, государственный и общественный деятель.

## Краткая биография
Давлетшин Губайдулла Киреевич родился 29 декабря 1893 года в деревне Ташбулатово Имелеевская волости Пугачевского уезда Самарской губернии (ныне д. Таш-Кустяново Большеглушицкий район Самарской области) Российская империя. Обучался в Казанской учительской школе.
С началом Первой мировой войны, Губай Давлетшин становится солдатом царской армии и находился на фронте.
В феврале 1917 года в армии его избирают делегатом для участия в I Всероссийском съезде мусульман в Москве и в том же году Давлетшин вступает в ряды РСДРП(б). Является одним из организаторов Временного революционного совета Башкурдистана. Работал в газете «Башкурдистан».
В начале 20-х годах он работал в Самарском губернском комитете РКП(б). В 1922 году Губай Давлеткиреевич избирается членом комиссии и работает в Центральном Комитете Татаро-Башкирского Бюро при ЦК РКП(б). В конце 1922 года по просьбе Башкирского обкома РКП(б), он был переведен в Башкирскую АССР. В республике Давлетшина назначают начальником политотдела Зилаирского зерносовхоза (ныне Баймакского района Башкортостана), а затем секретарём Аргаяшского кантонного комитета партии.
В 1924-1927 гг. — заместитель комиссара просвещения Башкирской АССР.
В 1928 году его назначают главным редактором Башкирского книжного издательства.
С апреля по ноябрь 1935 года — директор Башкирского государственного педагогического института имени К. А. Тимирязева (ныне Уфимский университет науки и технологий).
В ноябре 1935 года Давлетшина Губая назначают комиссаром народного просвещения БАССР. На своём посту он внес значительный вклад в дело обучения учащихся республики на родном языке и открытию новых национальных школ.
С 1936 года являлся главным редактором журнала «Башкортостан укытыусыхы».
В 1937 году Давлетшин Губай Киреевич был репрессирован по обвинению в «национализме» и в июле следующего года расстрелян. Реабилитирован в 1957 году.

## Писательская деятельность
В 1920-е годы вышли в свет первые рассказы Давлетшина: «Бедная жизнь» о ток-суранских башкирах, «Гость» — произведение, где создаются запоминающиеся образы крестьян. Повесть «Зильский», по мнению Р. З. Шакурова — одно из лучших произведений башкирской прозы 1920-х годов, где отражена классовая борьба в башкирской деревне в период установления Советской власти. В 1936 году Губай Давлеткиреевич опубликовал некоторые главы из романа «Коммуна».